# Першин, Артём Александрович
Артём Алекса́ндрович Пе́ршин (6 февраля 1988, Красный Луч, Луганская область, Украинская ССР) — российский футболист, полузащитник.

## Карьера
Начинал карьеру в московской «Смене». В 2006 году перешёл в подмосковный «Сатурн», но в первый сезон выступал лишь за дублирующий состав. В 2007 году провёл 7 игр в Премьер-лиге и по завершении сезона был передан в аренду другому подмосковному клубу «Химки». В 2009 году играл в «Балтике» на правах аренды в Первом дивизионе. В 2011 году в зимнее межсезонье перешёл в «Волгарь-Газпром».